# Saue
Saue este un oraș (linn) în Județul Harju, Estonia, 18 km de la Talin.
1. ↑  Maakatastri statistika (în estonă), Consiliul Funciar Eston[*], accesat în 15 octombrie 2018